# Oschaninia crucifera
Oschaninia crucifera is een keversoort uit de familie schijnboktorren (Oedemeridae). De wetenschappelijke naam van de soort is voor het eerst geldig gepubliceerd in 1898 door Semenow.